# Herbert Wiltenstein
Herbert Wiltenstein (* 20. Februar 1920 in Königsberg; † 1993) war ein deutscher Architekt und Stadtbaurat in Göttingen in Niedersachsen.

## Leben, Ausbildung, Wirken
Nach Kriegsgefangenschaft studierte Wiltenstein in Hannover Architektur und legte 1951 sein Ingenieurdiplom bei dem Städtebauer Werner Hebebrand ab. Anschließend arbeitete er im Architekturbüro von Dirk Gascard in Hildesheim und ab 1952 in der Planungsabteilung der Bauverwaltung Hannover unter Rudolf Hillebrecht.
Am 10. Juli 1961 wählte der Rat der Stadt Göttingen Herbert Wiltenstein zum Nachfolger von Stadtbaudirektor Karl Grabenhorst auf 12 Jahre zum Göttinger Stadtbaurat, sein Amtsantritt war am 1. November 1961. In Wiltensteins Amtszeit als Stadtbaurat fielen durchgreifende Modernisierungen der (seit 1964 durch Eingemeindungen zur Großstadt gewordenen) Universitätsstadt und ihrer Verwaltung mit dem Hochhausneubau des Neuen Rathauses (1976–1978), dem Neubau der Stadthalle Göttingen (1961–1964) und für eine autogerechte Stadt mit mehreren Innenstadt-Parkhäusern. Von Wiltensteins Bauamt koordiniert wurden zahlreiche bis heute stadtbildprägende, innerstädtische Großbauten der 1960er Jahre und 1970er Jahre wie das Iduna-Zentrum an der Weender Landstraße, die Karstadt-Erweiterung an der Groner Straße, das Kepa-Kaufhaus am Kornmarkt, die Deutsche Bank am Johanniskirchhof und das Hertie-Kaufhaus in der Weender Straße, an deren Stelle früher die verschiedensten Bürgerhäuser standen. Betroffenheit und Empörung der Bürgerschaft über den von Wiltenstein vorangetriebenen Abriss des denkmalgeschützten, barocken Universitätsreitstalls (1968) sollen in Göttingen noch jahrelang spürbar gewesenen sein, er war „zum Synonym geworden für eine einseitig orientierte Sanierungspolitik im Geiste der 60er Jahre, exemplarisch für den ignoranten Umgang mit historischer Bausubstanz wie auch mit engagierten Bürgern“.

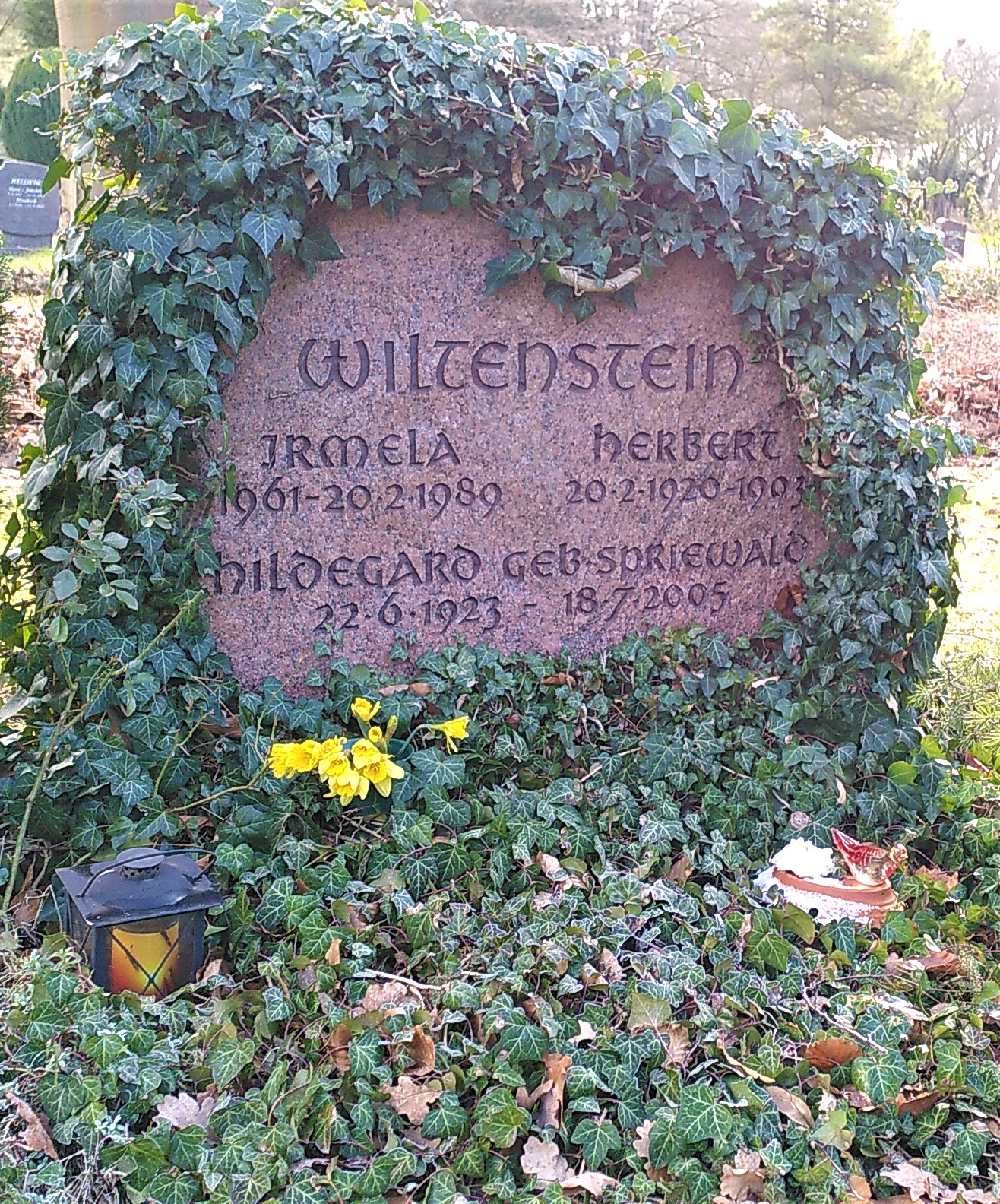
Grabmal Wiltenstein auf dem Parkfriedhof Junkerberg in Göttingen-Weende (2023)

Wiltensteins politisches Mandat als gewählter Stadtbaurat wurde dennoch verlängert und dauerte insgesamt 20 Jahre bis 1981; sein Nachfolger wurde Norbert Klein (1982–1994).
Herbert Wiltenstein starb 1993; sein Familiengrab befindet sich auf dem Parkfriedhof Junkerberg in Göttingen-Weende.

## Schriften (Auswahl)
- Göttingen, Planung und Aufbau, Heft 2, Verlag Edgar Hartmann, Osterode (Harz) 1966. Darin die Beiträge: Göttingen – die jüngste Großstadt Deutschlands (S. 4 f.), Der Flächennutzungsplan, das Leitbild der Stadtentwicklung (S. 5–7), Aufbau in Göttingen (S. 10–13), Parken in der Göttinger Innenstadt (S. 45 f.).
- Entwicklung Weendes aus städtischer Sicht. In: Stadt Göttingen (Hrsg.): Das tausenjährige Weende. Stadt Göttingen, Göttingen 1966, S. 146–148.
- (mit Helmut Bauknecht, Friedrich Karl Birk) Ohne Parkhäuser geht es nicht. Hrsg.: Stadt Göttingen, Bauverwaltung. Göttingen 1970 (= Göttingen. Planung und Aufbau, W.6).
- Stadtentwicklung und Standterneuerung. In: Städte forum, Städtebau, Architektur, Wirtschaft, 12. Jahrgang, Heft 1 – 1971 (Sonderheft Göttingen), Verlag Edgar Hartmann, Osterode am Harz, S. 30–33.
- Neues Rathaus Göttingen. Hrsg. Stadt Göttingen – Bauverwaltung, Göttingen 1981 (= Planen und Bauen in Göttingen, H. 30).